# Comté de Grundy (Tennessee)
Pour les articles homonymes, voir Comté de Grundy.
Le comté de Grundy est un comté de l'État du Tennessee, aux États-Unis.